# Kreuzenhoecht
Kreuzenhoecht (lb. Kräizenhéicht) – mała miejscowość (lieu-dit) we wschodnim Luksemburgu, w kantonie Echternach, w gminie Bech. Do 3 października 2015 miejscowość leżała w dystrykcie Grevenmacher.  